# Debīpur
Debīpur är en ort i Indien.   Den ligger i distriktet Murshidabad och delstaten Västbengalen, i den östra delen av landet, 1 200 km öster om huvudstaden New Delhi. Debīpur ligger 22 meter över havet och antalet invånare är 9 613.
Terrängen runt Debīpur är mycket platt. Runt Debīpur är det tätbefolkat, med 947 invånare per kvadratkilometer. Det finns inga andra samhällen i närheten. Trakten runt Debīpur består till största delen av jordbruksmark.